# Tommy Thayer
Thomas Cunningham "Tommy" Thayer, född 7 november 1960 i Portland, Oregon, är en amerikansk gitarrist, medlem i Kiss sedan 2002, då han ersatte Ace Frehley.

## Biografi

### Black N Blue (1981-1988)
1981 bildades gruppen Black 'n Blue i Portland. De genomförde sporadiska spelningar under ett år innan de flyttade till södra Kalifornien i början av 1983. Bandet nådde framgångar på Hollywoods klubbscener och efter sex månader skrev bandet på ett skivkontrakt med Geffen Records. Tidigt 1984 begav sig bandet till Europa och Tyskland för att spela in sitt debutalbum med producenten Dieter Dierks, som tidigare producerat skivor från Scorpions. I augusti 1984 släpptes det självbetitlade debutalbumet med låtar som "Hold on to 18" och "School of Hard Knocks", båda skriva av Thayer. Uppföljaren, som producerades av Bruce Fairbairn, Without Love, släpptes 1985. Bandet gav sig därefter ut på turné med Kiss. Frontfigurerna i Black 'N Blue, Thayer och sångaren Jamie St James stiftade bekantskap med Gene Simmons och han producerade bandets två kommande skivor, Nasty Nasty och In Heat. 1988 förlorade bandet sitt kontrakt med Geffen Records.

### Karriär som låtskrivare, producent och turnémanager (1989-2001)
1989 skrev Thayer och Simmons två låtar, "Betrayed" och "The Street Giveth and The Street Taketh Away". till det kommande Kissalbumet Hot in the Shade. Senare samma år spelade Thayer gitarr på sångaren Teresa Straleys album. 1991 producerade och spelade Thayer gitarr på Doros självbetitlade andra soloalbum. 1992 arbetade Thayer som studioassistent åt Kiss och sjöng bakgrundssång på flera av låtarna på albumet Revenge. 1994 började Thayer arbeta som producent och turnémanager. Han producerade KISSstory som släpptes 1995 och planerade login inför de olika turnéerna som genomfördes då, bland annat 1995 Worldwide KISS Convention tour. Under början av 1996 skrev Thayer musik till Kissalbumet Carnival of Souls: The Final Sessions som släpptes i oktober 1997.  När originaluppsättningen av bandet återförenades 1996 hjälpte Thayer Peter Criss och Ace Frehley med att återlära sig trum- och gitarrdelar i musiken och de låtar som Frehley och Criss aldrig spelat förut, som Lick it Up och Heaven's on Fire. 
Under slutet av 90-talet fortsatte Thayer att skriva musik med Simmons. Han jobbade huvudsakligen med videofilmer som släpptes av bandet, bland annat KISS, the Second Coming (1998), långfilmen Detroit Rock City (1998) och konsertvideon The Last KISS (2000). Thayer medverkade som gitarrist på albumet Psycho Circus på alla låtar utom två, Into The Void och You Wanted the Best.

### Första åren som gitarrist i Kiss (2002-2008)
Under början av 2000-talet började det återförenade Kiss falla samman. Peter Criss lämnade bandet 2001 och ersattes av Eric Singer, men återvände igen 2002. Frehleys aktivitet i bandet hade sjunkit och när han i slutet av 2001 inte längre var kontaktbar inför konserter växte oron för att han skulle missa spelningar. När Kiss skulle uppträda på OS-avslutningen i Salt Lake City 2002 stod Thayer beredd i logen i full Spacemanklädsel, redo att hoppa in i fall Frehley inte skulle dyka upp. 
I början av mars 2002 gjorde Thayer sitt första uppträdande med Stanley, Simmons och Singer på Jamaica. I april gjorde samma upplaga av bandet en tv-inspelning innan de tog en paus resten av 2002. Under hösten återvände Criss och bandet började repetera inför en kommande spelning i Australien tillsammans med en symfoniorkester, Melbourne Symphony Orchestra. Den 28 februari 2003 genomfördes spelningen, som var Thayers första officiella med bandet. Senare under året släpptes en DVD och en live-CD från spelningen, Kiss Symphony: Alive IV'. Under hösten turnerade Kiss i USA med Aerosmith. Efter turnén lämnade Criss Kiss och Singer återvände. Fler turnéer i USA följde under 2004-2007. 2008 gjorde Kiss sin första världsturné på tio år, i maj nådde turnén Sverige. 

### Sonic Boom och Monster (2009-)
Under hösten 2008 återinspelade Kiss sina populäraste låtar till ett album som släpptes i Japan. Bandet började diskutera att gå in i studion för att spela in nytt material. I november 2008 började den nya sättningen av Kiss arbeta på sitt första album, Sonic Boom. Stanley gick ut och sa i en intervju att det kommande albumet, till skillnad från många andra album från Kiss, skulle skriva, produceras och framföras utan utomstående personer. Thayer skrev tre låtar,  Never Enough, I'm an Animal och When Lightning Strikes. Den sistnämnda sjungs också av Thayer. En Europaturné följde, Sonic Boom Over Europe Tour. I början av 2011 började Kiss arbeta med ett nytt album, Monster. Thayer tog rollen som huvudsaklig låtskrivare tillsammans med Stanley och stod som låtskrivare på 9 av 12 låtar som fanns med på albumet. Han sjöng också på en låt, Outa This World.

## Diskografi

### Black 'n Blue
- 1984: Black 'n Blue
- 1985: Without Love
- 1986: Nasty Nasty
- 1988: In Heat
- 1998: One Night Only: Live
- 2002: 'Live In Detroit – 1984

### Kiss
- 1998: Psycho Circus
- 2003: Kiss Symphony: Alive IV
- 2009: Sonic Boom
- 2012: Monster